# 乙酰丙酮钴
乙酰丙酮钴是钴的一种乙酰丙酮配合物，化学式 Co(C
5H
7O
2)
2。

## 制备
乙酰丙酮钴可以由乙酰丙酮和二氯化钴反应而成。

## 性质
乙酰丙酮钴是一种极易燃的紫色晶体，难溶于水，加热分解。它是三斜晶系的。

## 用处
乙酰丙酮钴在有机反应中是重要的催化剂。它也用作油漆干燥剂。